# 李宏瑞
李 宏瑞（り こうずい、リ・ホンルィ、Li HongRui, 1986年4月22日- ）は中華人民共和国出身の元プロ野球選手。ポジションは投手。右投右打。

120キロ台後半の速球とカーブを混ぜた投球が持ち味。
2006年にワールドベースボールクラシック中国代表に選出され、日本戦で登板した。
その後北京オリンピック代表候補選手として同年夏に来日、8月29日に行われた読売ジャイアンツとの親善試合では2番手として登板し勝利に貢献している。